# Blanche-Marie Sforza
 (décembre 2020).
Si vous disposez d'ouvrages ou d'articles de référence ou si vous connaissez des sites web de qualité traitant du thème abordé ici, merci de compléter l'article en donnant les références utiles à sa vérifiabilité et en les liant à la section « Notes et références ».
Blanche-Marie Sforza (en italien Bianca Maria Sforza), née le 5 avril 1472 à Pavie et morte le 31 décembre 1510 à Innsbruck, fut impératrice du Saint-Empire, reine de Germanie et archiduchesse d'Autriche par son mariage avec Maximilien Ier du Saint-Empire. Elle est la fille du duc de Milan Galéas Marie Sforza et de Bonne de Savoie.

## Biographie

### Jeunesse
Blanche-Marie, née à Pavie, est la fille aînée de Galéas Marie Sforza, duc de Milan, et de sa seconde épouse, Bonne de Savoie . Elle porte le nom de sa grand-mère paternelle, Blanche Marie Visconti . Alors que Blanche-Marie n'a pas encore cinq ans, son père est assassiné dans l'église de Santo Stefano de Milan le 26 décembre 1476 par trois hauts fonctionnaires de la cour milanaise . Le 6 janvier 1474, Blanche-Marie, âgée de vingt-et-un mois, est fiancée à son cousin germain, le duc Philibert Ier de Savoie , fils d'Amédée IX de Savoie et de Yolande de France. Philibert meurt au printemps 1482, avant que le mariage ne soit célébré. Elle grandit à Milan sous la tutelle de son oncle Ludovic Sforza, qui se soucie peu de son éducation et lui permet de vaquer à ses propres intérêts, principalement les travaux d'aiguille.
Le 31 juillet 1485, les fiançailles de Blanche-Marie et de Jean Corvin, le fils unique, bien qu'illégitime, du roi de Hongrie Matthias Corvin, sont officiellement annoncées. Avec ce mariage, le souverain hongrois veut assurer le futur héritage de son fils en Hongrie et en Bohême et le faire duc d'Autriche. Le contrat de mariage est signé le 25 novembre 1487 et, selon ses termes, Blanche-Marie reçoit plusieurs comtés hongrois. Cependant, en raison de l'opposition et des intrigues de la reine Béatrice de Naples, épouse du roi Matthias, le mariage n'a jamais lieu. En mars 1492, un mariage entre la jeune femme et le roi Jacques IV d'Écosse est envisagé, mais l'idée est vite abandonnée .

### Mariage
Le 16 mars 1494, à vingt-deux ans, elle épouse finalement l'empereur Maximilien Ier, lequel est veuf et de plusieurs années son aîné. La dot est de trois cent mille ducats, et cent mille de plus en guise de taxe d'investiture . Ludovic le More a en effet l'ambition de se faire nommer duc de Milan par Maximilien ; ce dernier cherche, par cette alliance matrimoniale, à s'assurer l'hégémonie sur l'Italie du Nord et des finances pour ses expéditions militaires.
Après des noces mémorables, le mariage étant célébré par procuration, la mariée part pour le Tyrol avec une cour de dames et de gentilshommes parmi lesquels, entre autres, Léonard de Vinci, qui nous en a laissé ses impressions sur la Valteline : l'escorte fait halte à Côme, Bellagio, Gravedona, Morbegno, Sondrio et Bormio, et passe le col du Stelvio.
Maximilien, empereur de 1508 à 1519, a épousé en premières noces Marie de Bourgogne, princesse héritière de Bourgogne et des Pays-Bas bourguignons, fille unique de Charles le Téméraire. De ce mariage, très heureux, sont nés deux enfants, Philippe et Marguerite. Cette union est pourtant de courte durée, car Marie meurt en 1482 à la suite d'une chute de cheval. L'empereur n'est pas amoureux de Blanche-Marie, il la néglige et ils n'ont pas d'enfants. On dit que « la Sforza », quoique aussi belle que la première et aimée épouse de Maximilien, n'est pas aussi « sage ».
À l'occasion de ce mariage, Maximilien fait décorer la Neuer Hof d'Innsbruck d'un « dais d'or », c'est-à-dire d'une loge dont le toit est fait de 2 500 petites tuiles de cuivre doré. Il est remarquable que l'empereur ait voulu se faire représenter en portrait avec ses deux femmes.
La jeune impératrice ne participe pas à la vie politique et préfère vivre dans divers châteaux impériaux, surtout au Tyrol, entourée d'une petite cour de nobles milanais fidèles, et « protégée », ou, plutôt, surveillée, par les émissaires de Ludovic le More, envers lesquels elle fait preuve avec le temps d'une impatience croissante. Son rôle n'acquit un certain relief que dans le cadre de l'alliance de son mari avec son oncle, dont elle accueille et héberge les fils, après que, vaincu et chassé de Milan, il soit emmené en captivité en France.
À la fin de sa vie, Blanche-Marie est victime d'une maladie débilitante, où certains historiens croient voir les symptômes de l'anorexie nerveuse. Elle meurt le 31 décembre 1510 et est ensevelie dans l'abbaye cistercienne de Stams, au Tyrol, dans la haute vallée de l'Inn.